# Lubomír Havlák
Lubomír Havlák (27. prosince 1921 Fryčovice – 28. září 2014 Praha) byl český operní zpěvák, představitel hrdinného tenoru, dlouholetý člen opery Národního divadla v Praze.

## Život
Jako ročník 1921 prožil totální nasazení v nacistickém Německu. Po válce, během základní vojenské služby, nastoupil do Armádního uměleckého souboru. Školil se u renomovaného prof. zpěvu Rudolfa Vaška, který jej přeškolil z původního barytonu na tenor. Vyznačoval se lahodným, temně zabarveným hlasem širokého rozsahu. Jeho profesionální kariéra odstartovala v ostravské opeře (první role Lovec v Rusalce), záhy přešel do opery v Ústí nad Labem, kde byl obsazován do velkých rolí (Turridu, Lukáš v Hubičce, Ctirad, Dalibor, Laca a další).
Začátkem padesátých let ho objevila i slovenská operní divadla. Působil v Bratislavě a Košicích (kde ztvárnil velmi zdařile Pedra v opeře Eugena d'Alberta Tiefland/Nížina). V roce 1954 byl angažován do Národního divadla v Praze, na jehož scéně působil až do roku 1990 a nepřekonatelně ztvárnil mnoho dramatických rolí. Byl označován za jednoho z mála wagnerovských tenorů na české operní scéně. Již jedna z jeho prvních rolí, ztvárnění Tannhäusera na prknech Smetanova divadla, byla vysoce hodnocena a rovněž jeho Míťa Karamazov v opeře Otakara Jeremiáše Bratři Karamazovi v režii Ferdinanda Pujmana. Následně s úspěchem hostoval ve Státní opeře Berlín mj. v roli Florestana. Jeho role se vyznačovaly vysokou pěveckou úrovní i velmi přesvědčivým hereckým ztvárněním. Vynikající umělecké výkony podával v dramatických rolích jako byl Heřman, Canio, Radames, Ondrej, Don José a další, v pozdějších letech jeho angažmá se úspěšně přeškolil do rolí buffo.
Hostoval v Maďarsku, bývalé Jugoslávii, Gruzii, Itálii a mnoha dalších státech. Jeho umění je zachyceno na četných rozhlasových i gramofonových nahrávkách (mimo jiné Bratři Karamazovi,Šárka, Čert a Káča, Zuzana Vojířová, Kytice od B. Martinů). Později působil i jako pedagog, mimo jiné na Univerzitě Karlově, jako profesor hlasové výchovy.
Zajímavostí je, že se účastnil natáčení La Madre od Aloise Háby v roli Francka. Kvůli mikrotonálnímu charakteru skladby a kompletně jinému tónovému materiálu nejde pro zpěváka o lehkou záležitost.